# Ufficio dei trasporti della città di Yokohama
L'Ufficio dei trasporti della città di Yokohama (横浜市交通局?, Yokohama-shi Kōtsū-kyoku) è un ente pubblico della municipalità di Yokohama che gestisce la rete metropolitana e di autobus della città.

## Storia
È stata fondata nel 1921 come Yokohama Electric Bureau, per far funzionare pubblicamente i tram dopo l'acquisizione dalla Yokohama Electric Railway. Il 1° settembre 1923 a seguito del grande terremoto del Kanto, dei 143 veicoli di proprietà, 72 sono andati distrutti nell'incendio e 13 sono stati gravemente danneggiati a causa del crollo del garage. Anche alcune stazioni sono state distrutte da un incendio. Il 10 novembre 1928 iniziano le operazioni di autobus municipali.
Il 29 maggio 1945 il raid aereo di Yokohama causò danni catastrofici, bruciando 45 dei 202 treni e 53 autobus. Il 31 maggio 1946 lo Yokohama Electric Bureau viene rinominato Ufficio dei trasporti della città di Yokohama.

## Trasporti
- Metropolitana di Yokohama
  - Linea 1 (Linea Blu), da Kannai a Shōnandai, via Kami-Ōoka, Totsuka
  - Linea 3 (Linea Blu), da Kannai ad Azamino, via Sakuragichō, Yokohama e Shin-Yokohama.
  - Linea 4 (Linea Verde), da Hiyoshi a Nakayama
- Autobus municipale di Yokohama